# کوکلیک (ناحیه ژدار ناد سازاوو)
کوکلیک (به چکی: Kuklík) یک منطقهٔ مسکونی در جمهوری چک است که در ناحیه ژدار ناد سازاووو واقع شده‌است. کوکلیک ۷٫۸۴ کیلومتر مربع مساحت و ۱۷۹ نفر جمعیت دارد و ۶۴۰ متر بالاتر از سطح دریا واقع شده‌است.